# Cetatea Biharia
Cetatea Biharia (Castrum Byhor, în prezent ruinată) este situată la 14 km nord de Oradea, lângă satul omonim, într-o zonă de șes inundabil. Este menționată în izvoare ca aparținând voievodului Menumorut care a rezistat aici 13 zile asediului maghiar (la sfârșitul secolului al X-lea). Este o fortificație cu valuri de pământ (înălțimea actuală: 5-7 m), de plan dreptunghiular (115 x 150 m), înconjurată de șanțuri cu apă (late de 15-20 m). Sistemul defensiv era întregit de un mic bastion circular („cetatea fetelor”). În secolul al XI-lea aici a fost reședința unui episcopat romano-catolic, mutat apoi la Oradea.
Cetatea este monument istoric, cod LMI BH-I-s-A-00951.